# Monocentridae
Famille
Les Monocentridae sont une famille de poissons téléostéens (Teleostei).

## Liste des espèces
Selon NCBI (12 mai 2011) :
- genre Cleidopus
  - Cleidopus gloriamaris
- genre Monocentris
  - Monocentris japonicus

Selon World Register of Marine Species (12 mai 2011) et ITIS (12 mai 2011) :
- genre Cleidopus De Vis, 1882
  - Cleidopus gloriamaris De Vis, 1882
- genre Monocentris Bloch & Schneider, 1801
  - Monocentris japonica (Houttuyn, 1782)
  - Monocentris neozelanicus (Powell, 1938)
  - Monocentris reedi Schultz, 1956